# Transport w Rzeszowie

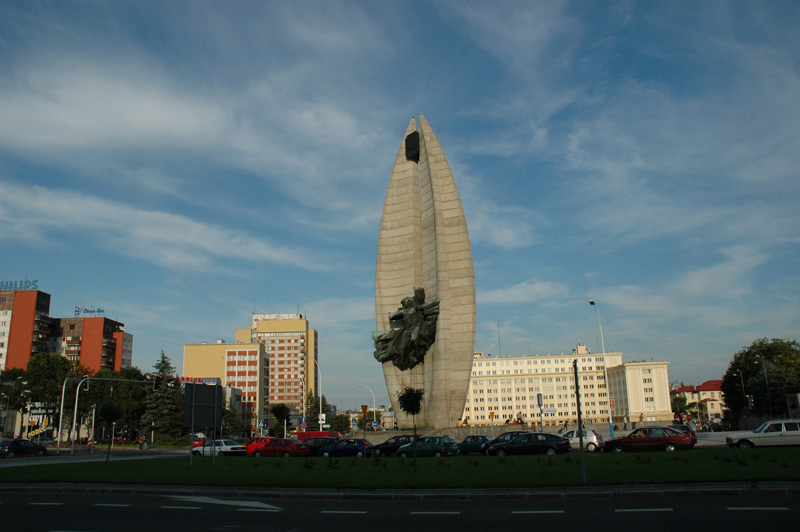
Aleja Cieplińskiego

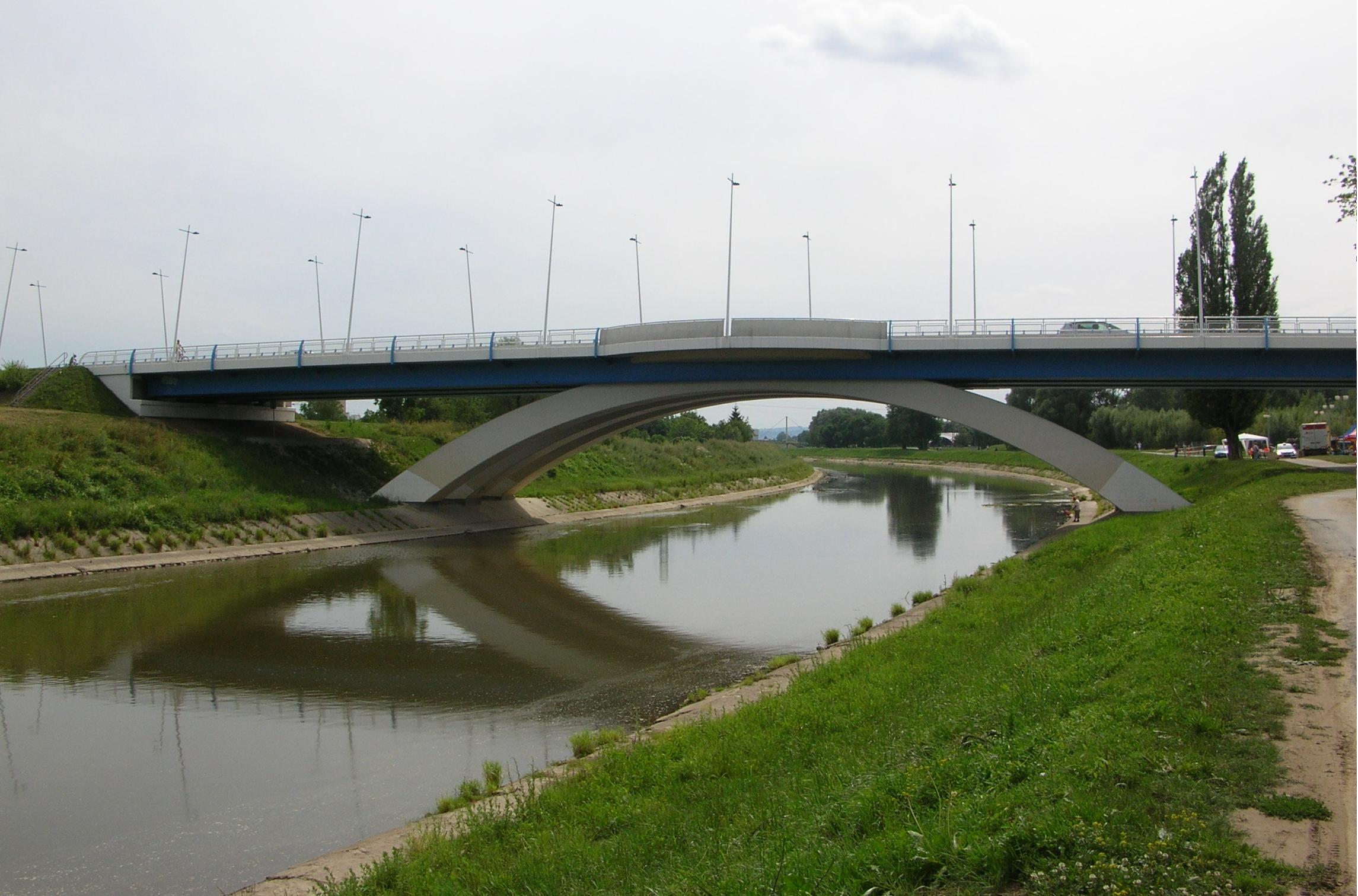
Trasa Zamkowa w Rzeszowie

Rzeszów jest ważnym węzłem komunikacyjnym. W mieście krzyżują się ważne trakty drogowe biegnące ze wschodu na zachód i z północy na południe oraz przebiega przez nie kolejowy szlak na Ukrainę. Znaczący wpływ na rozwój nie tylko miasta, ale i całego regionu ma także położenie w podrzeszowskiej Jasionce Międzynarodowy Port Lotniczy. 

Samo miasto dysponuje dobrej jakości drogami i dobrze rozwiniętą siecią komunikacyjną. Jest to zasługą ostatnio realizowanych inwestycji (m.in. budowa północnej obwodnicy i Mostu Zamkowego, modernizacja obwodnicy południowej oraz ulic w centrum).

## Lotnisko
Międzynarodowy Port Lotniczy w Jasionce jest rzeszowskim oknem na świat. Obecnie port lotniczy jest w trakcie gruntownej modernizacji. W 2005 przedłużono do 3200 m pas startowy, dzięki czemu lotnisko może przyjmować nawet najcięższe i największe samoloty. W najbliższych latach planowana jest budowa nowego terminalu pasażerskiego oraz terminalu cargo.  Według założeń dzięki rozbudowie przepustowość lotniska ulegnie znacznemu wzrostowi.
Podrzeszowskie lotnisko rywalizowało z Rygą o budowę drugiej obok Glasgow bazy technicznej Ryanair i Singapore Technologies Aerospace, która miała serwisować samoloty z całego świata. Jednak po wycofaniu się z inwestycji azjatyckiego partnera firma Ryanair zrezygnowała z budowy bazy w Jasionce.

Port lotniczy jest częścią Doliny Lotniczej. W  jego obrębie funkcjonują: Aeroklub Rzeszowski oraz Ośrodek Kształcenia Lotniczego Politechniki Rzeszowskiej (jedyna w kraju cywilna szkoła pilotów).

## Kierunki lotów i linie lotnicze
| Linia lotnicza                                   | Kierunek |
| ------------------------------------------------ | --- |
| České aerolinie                                  | 1. Edynburg                                                                                                   |
| LOT                                              | 1. Warszawa-Lotnisko Chopina                                                                                  |
| Lufthansa (obsługiwane przez Lufthansa CityLine) | 1. Frankfurt 2. Monachium                                                                                     |
| Ryanair                                          | 1. Bristol 2. Dublin 3. East Midlands 4. Korfu 5. Londyn-Luton 6. Londyn-Stansted 7. Manchester 8. Oslo-Rygge |
| Razem: 13 kierunków w 6 krajach                  | |

### Czartery
| Linia lotnicza        | Kierunek                |
| --------------------- | ----------------------- |
| Bingo Airways         | 1. Hurghada             |
| Bulgarian Air Charter | 1. Burgas               |
| Enter Air             | 1. Enfidha              |
| Nesma Airlines        | 1. Sharm el-Szejk       |
| Pegasus Airlines      | 1. Antalya              |
| Travel Service        | 1. Antalya 2. Heraklion |

### Cargo
| Linia lotnicza | Kierunek              |
| -------------- | --------------------- |
| Sprint Air     | 1. Warszawa 2. Kraków |

## Tranzyt
Najbardziej oczekiwanymi inwestycjami drogowymi w regionie są budowy autostrady A4 (Drezno – Kijów oraz drogi ekspresowej Suwałki – Barwinek. Te dwie drogi, z węzłem w okolicach Trzebowniska, mają utworzyć tranzytową obwodnicę miasta z prawdziwego zdarzenia.
Obecnie pojazdy przejeżdżające przez miasto korzystają ze zmodernizowanej obwodnicy południowej i fragmentu powstającej obwodnicy północnej.

## Komunikacja wewnątrz miasta
Dzięki budowie nowych dróg i stale prowadzonym pracom mającym na celu poprawić stan ulic Rzeszowa komunikacja wewnątrz miasta działa bardzo sprawnie.
Na początku roku 2006 oddano do użytku kolejny odcinek północnej obwodnicy miasta z dwoma wiaduktami na Załężu. Od kilku lat etapowo modernizowana jest część międzynarodowej drogi E40 będącej zarazem południową obwodnicą śródmieścia miasta.
Wybudowany w ostatnich latach Trasa Zamkowa wraz z mostem na Wisłoku częściowo rozładowała korki w centrum i znacznie skróciła czas przejazdu z lewo- do prawobrzeżnej części miasta.
Inwestycje drogowe realizowane w ostatnich latach sprawiły, że Rzeszów dysponuje drogami dobrej jakości i dobrze rozwiniętą siecią komunikacyjną.

## Transport miejski
Największym rzeszowskim przewoźnikiem jest Miejskie Przedsiębiorstwo Komunikacyjne obsługujące 58 linii autobusowych (35 miejskich, 17 podmiejskich, 3 nocne oraz 3 specjalne do stref ekonomicznych). Dopełnienie komunikacji miejskiej stanowią autobusy komunikacji międzygminnej [MKS Rzeszów] obecnie przewoźnik należący do podrzeszowskich gmin posiada kilkanaście linii autobusowych. W 2019 roku planowana jest synchronizacja komunikacji miejskiej Rzeszowa z komunikacją międzygminną celem doprowadzenia do wspólnego systemu komunikacyjnego jak i wspólnego biletu miesięcznego.

## Kolej
Obecnie w administracyjnych granicach Rzeszowa znajdują się dwie stacje kolejowe:
1. Rzeszów Główny
2. Rzeszów Staroniwa

oraz pięć przystanków osobowych:
1. Rzeszów Osiedle
2. Rzeszów Zachodni
3. Rzeszów Załęże
4. Rzeszów Zwięczyca
5. Rzeszów Dworzysko